# Kasturi (Cikijing)
Kasturi is een bestuurslaag in het regentschap Majalengka van de provincie West-Java, Indonesië. Kasturi telt 4738 inwoners (volkstelling 2010).